# Рогохвіст-авгур
Рогохвіст-авгур (Urocerus augur) — вид комах з родини Siricidae.

## Морфологічні ознаки
Тіло чорне з світлим малюнком. Крила жовтуваті. Яйцеклад приблизно дорівнює довжині черевця. Довжина тіла — 18–40 мм.

## Поширення
Ареал охоплює Західну та Південну Європу. 
В Україні знайдений в Карпатах (Львівська область) та в Криму (можливо, занесений з деревиною).

## Особливості біології
Вивчений дуже мало. Личинки — ксилофаги, розвиваються у стовбурах ослаблених і повалених дерев ялиці та смереки.

## Загрози та охорона
Загрози: санітарні вирубки, застосування пестицидів для знищення шкідників лісу.
В лісах, де виявлено вид, треба створити ентомологічні заказники, не вирубувати старі ялиці та смереки.